# Vaclaŭ Hebel't
Vaclaŭ Jaŭhenavič Hebel't (in bielorusso Вацлаў Яўгенавіч Гебельт?; in polacco Wacław Hebelt; in russo Вацлав Евгеньевич Гебельт?, Vaclav Evgen'evič Gebel't; Hrodna, 10 dicembre 1913 – Lida, 16 ottobre 1999) è stato un compositore di scacchi bielorusso.
Ha pubblicato oltre 600 problemi, per lo più in due e tre mosse, vincendo circa 150 premi, tra cui 53 primi premi. Oltre 40 suoi problemi sono stati pubblicati negli Album FIDE.
Nel 1959 vinse il campionato sovietico di composizione nella sezione due mosse.
Laureato in filologia slava all'Università di Varsavia, fu influenzato soprattutto dai compositori polacchi Marian Wróbel e Dawid Przepiórka.
Nel 1977 la PCCC gli assegnò il titolo di Maestro Internazionale della composizione.  
Due suoi problemi:
|   | a | b | c | d | e | f | g | h |   |
| 8 | a8 alfiere del bianco · d8 cavallo del nero · g8 re del bianco · h7 donna del bianco · a6 torre del bianco · e6 cavallo del nero · f6 cavallo del bianco · d5 cavallo del bianco · e5 re del nero · f5 torre del nero · g5 pedone del nero · c3 pedone del bianco · d3 torre del bianco · f3 pedone del nero · d2 donna del nero · c1 alfiere del bianco | a8 alfiere del bianco · d8 cavallo del nero · g8 re del bianco · h7 donna del bianco · a6 torre del bianco · e6 cavallo del nero · f6 cavallo del bianco · d5 cavallo del bianco · e5 re del nero · f5 torre del nero · g5 pedone del nero · c3 pedone del bianco · d3 torre del bianco · f3 pedone del nero · d2 donna del nero · c1 alfiere del bianco | a8 alfiere del bianco · d8 cavallo del nero · g8 re del bianco · h7 donna del bianco · a6 torre del bianco · e6 cavallo del nero · f6 cavallo del bianco · d5 cavallo del bianco · e5 re del nero · f5 torre del nero · g5 pedone del nero · c3 pedone del bianco · d3 torre del bianco · f3 pedone del nero · d2 donna del nero · c1 alfiere del bianco | a8 alfiere del bianco · d8 cavallo del nero · g8 re del bianco · h7 donna del bianco · a6 torre del bianco · e6 cavallo del nero · f6 cavallo del bianco · d5 cavallo del bianco · e5 re del nero · f5 torre del nero · g5 pedone del nero · c3 pedone del bianco · d3 torre del bianco · f3 pedone del nero · d2 donna del nero · c1 alfiere del bianco | a8 alfiere del bianco · d8 cavallo del nero · g8 re del bianco · h7 donna del bianco · a6 torre del bianco · e6 cavallo del nero · f6 cavallo del bianco · d5 cavallo del bianco · e5 re del nero · f5 torre del nero · g5 pedone del nero · c3 pedone del bianco · d3 torre del bianco · f3 pedone del nero · d2 donna del nero · c1 alfiere del bianco | a8 alfiere del bianco · d8 cavallo del nero · g8 re del bianco · h7 donna del bianco · a6 torre del bianco · e6 cavallo del nero · f6 cavallo del bianco · d5 cavallo del bianco · e5 re del nero · f5 torre del nero · g5 pedone del nero · c3 pedone del bianco · d3 torre del bianco · f3 pedone del nero · d2 donna del nero · c1 alfiere del bianco | a8 alfiere del bianco · d8 cavallo del nero · g8 re del bianco · h7 donna del bianco · a6 torre del bianco · e6 cavallo del nero · f6 cavallo del bianco · d5 cavallo del bianco · e5 re del nero · f5 torre del nero · g5 pedone del nero · c3 pedone del bianco · d3 torre del bianco · f3 pedone del nero · d2 donna del nero · c1 alfiere del bianco | a8 alfiere del bianco · d8 cavallo del nero · g8 re del bianco · h7 donna del bianco · a6 torre del bianco · e6 cavallo del nero · f6 cavallo del bianco · d5 cavallo del bianco · e5 re del nero · f5 torre del nero · g5 pedone del nero · c3 pedone del bianco · d3 torre del bianco · f3 pedone del nero · d2 donna del nero · c1 alfiere del bianco | 8 |
| 7 | a8 alfiere del bianco · d8 cavallo del nero · g8 re del bianco · h7 donna del bianco · a6 torre del bianco · e6 cavallo del nero · f6 cavallo del bianco · d5 cavallo del bianco · e5 re del nero · f5 torre del nero · g5 pedone del nero · c3 pedone del bianco · d3 torre del bianco · f3 pedone del nero · d2 donna del nero · c1 alfiere del bianco | a8 alfiere del bianco · d8 cavallo del nero · g8 re del bianco · h7 donna del bianco · a6 torre del bianco · e6 cavallo del nero · f6 cavallo del bianco · d5 cavallo del bianco · e5 re del nero · f5 torre del nero · g5 pedone del nero · c3 pedone del bianco · d3 torre del bianco · f3 pedone del nero · d2 donna del nero · c1 alfiere del bianco | a8 alfiere del bianco · d8 cavallo del nero · g8 re del bianco · h7 donna del bianco · a6 torre del bianco · e6 cavallo del nero · f6 cavallo del bianco · d5 cavallo del bianco · e5 re del nero · f5 torre del nero · g5 pedone del nero · c3 pedone del bianco · d3 torre del bianco · f3 pedone del nero · d2 donna del nero · c1 alfiere del bianco | a8 alfiere del bianco · d8 cavallo del nero · g8 re del bianco · h7 donna del bianco · a6 torre del bianco · e6 cavallo del nero · f6 cavallo del bianco · d5 cavallo del bianco · e5 re del nero · f5 torre del nero · g5 pedone del nero · c3 pedone del bianco · d3 torre del bianco · f3 pedone del nero · d2 donna del nero · c1 alfiere del bianco | a8 alfiere del bianco · d8 cavallo del nero · g8 re del bianco · h7 donna del bianco · a6 torre del bianco · e6 cavallo del nero · f6 cavallo del bianco · d5 cavallo del bianco · e5 re del nero · f5 torre del nero · g5 pedone del nero · c3 pedone del bianco · d3 torre del bianco · f3 pedone del nero · d2 donna del nero · c1 alfiere del bianco | a8 alfiere del bianco · d8 cavallo del nero · g8 re del bianco · h7 donna del bianco · a6 torre del bianco · e6 cavallo del nero · f6 cavallo del bianco · d5 cavallo del bianco · e5 re del nero · f5 torre del nero · g5 pedone del nero · c3 pedone del bianco · d3 torre del bianco · f3 pedone del nero · d2 donna del nero · c1 alfiere del bianco | a8 alfiere del bianco · d8 cavallo del nero · g8 re del bianco · h7 donna del bianco · a6 torre del bianco · e6 cavallo del nero · f6 cavallo del bianco · d5 cavallo del bianco · e5 re del nero · f5 torre del nero · g5 pedone del nero · c3 pedone del bianco · d3 torre del bianco · f3 pedone del nero · d2 donna del nero · c1 alfiere del bianco | a8 alfiere del bianco · d8 cavallo del nero · g8 re del bianco · h7 donna del bianco · a6 torre del bianco · e6 cavallo del nero · f6 cavallo del bianco · d5 cavallo del bianco · e5 re del nero · f5 torre del nero · g5 pedone del nero · c3 pedone del bianco · d3 torre del bianco · f3 pedone del nero · d2 donna del nero · c1 alfiere del bianco | 7 |
| 6 | a8 alfiere del bianco · d8 cavallo del nero · g8 re del bianco · h7 donna del bianco · a6 torre del bianco · e6 cavallo del nero · f6 cavallo del bianco · d5 cavallo del bianco · e5 re del nero · f5 torre del nero · g5 pedone del nero · c3 pedone del bianco · d3 torre del bianco · f3 pedone del nero · d2 donna del nero · c1 alfiere del bianco | a8 alfiere del bianco · d8 cavallo del nero · g8 re del bianco · h7 donna del bianco · a6 torre del bianco · e6 cavallo del nero · f6 cavallo del bianco · d5 cavallo del bianco · e5 re del nero · f5 torre del nero · g5 pedone del nero · c3 pedone del bianco · d3 torre del bianco · f3 pedone del nero · d2 donna del nero · c1 alfiere del bianco | a8 alfiere del bianco · d8 cavallo del nero · g8 re del bianco · h7 donna del bianco · a6 torre del bianco · e6 cavallo del nero · f6 cavallo del bianco · d5 cavallo del bianco · e5 re del nero · f5 torre del nero · g5 pedone del nero · c3 pedone del bianco · d3 torre del bianco · f3 pedone del nero · d2 donna del nero · c1 alfiere del bianco | a8 alfiere del bianco · d8 cavallo del nero · g8 re del bianco · h7 donna del bianco · a6 torre del bianco · e6 cavallo del nero · f6 cavallo del bianco · d5 cavallo del bianco · e5 re del nero · f5 torre del nero · g5 pedone del nero · c3 pedone del bianco · d3 torre del bianco · f3 pedone del nero · d2 donna del nero · c1 alfiere del bianco | a8 alfiere del bianco · d8 cavallo del nero · g8 re del bianco · h7 donna del bianco · a6 torre del bianco · e6 cavallo del nero · f6 cavallo del bianco · d5 cavallo del bianco · e5 re del nero · f5 torre del nero · g5 pedone del nero · c3 pedone del bianco · d3 torre del bianco · f3 pedone del nero · d2 donna del nero · c1 alfiere del bianco | a8 alfiere del bianco · d8 cavallo del nero · g8 re del bianco · h7 donna del bianco · a6 torre del bianco · e6 cavallo del nero · f6 cavallo del bianco · d5 cavallo del bianco · e5 re del nero · f5 torre del nero · g5 pedone del nero · c3 pedone del bianco · d3 torre del bianco · f3 pedone del nero · d2 donna del nero · c1 alfiere del bianco | a8 alfiere del bianco · d8 cavallo del nero · g8 re del bianco · h7 donna del bianco · a6 torre del bianco · e6 cavallo del nero · f6 cavallo del bianco · d5 cavallo del bianco · e5 re del nero · f5 torre del nero · g5 pedone del nero · c3 pedone del bianco · d3 torre del bianco · f3 pedone del nero · d2 donna del nero · c1 alfiere del bianco | a8 alfiere del bianco · d8 cavallo del nero · g8 re del bianco · h7 donna del bianco · a6 torre del bianco · e6 cavallo del nero · f6 cavallo del bianco · d5 cavallo del bianco · e5 re del nero · f5 torre del nero · g5 pedone del nero · c3 pedone del bianco · d3 torre del bianco · f3 pedone del nero · d2 donna del nero · c1 alfiere del bianco | 6 |
| 5 | a8 alfiere del bianco · d8 cavallo del nero · g8 re del bianco · h7 donna del bianco · a6 torre del bianco · e6 cavallo del nero · f6 cavallo del bianco · d5 cavallo del bianco · e5 re del nero · f5 torre del nero · g5 pedone del nero · c3 pedone del bianco · d3 torre del bianco · f3 pedone del nero · d2 donna del nero · c1 alfiere del bianco | a8 alfiere del bianco · d8 cavallo del nero · g8 re del bianco · h7 donna del bianco · a6 torre del bianco · e6 cavallo del nero · f6 cavallo del bianco · d5 cavallo del bianco · e5 re del nero · f5 torre del nero · g5 pedone del nero · c3 pedone del bianco · d3 torre del bianco · f3 pedone del nero · d2 donna del nero · c1 alfiere del bianco | a8 alfiere del bianco · d8 cavallo del nero · g8 re del bianco · h7 donna del bianco · a6 torre del bianco · e6 cavallo del nero · f6 cavallo del bianco · d5 cavallo del bianco · e5 re del nero · f5 torre del nero · g5 pedone del nero · c3 pedone del bianco · d3 torre del bianco · f3 pedone del nero · d2 donna del nero · c1 alfiere del bianco | a8 alfiere del bianco · d8 cavallo del nero · g8 re del bianco · h7 donna del bianco · a6 torre del bianco · e6 cavallo del nero · f6 cavallo del bianco · d5 cavallo del bianco · e5 re del nero · f5 torre del nero · g5 pedone del nero · c3 pedone del bianco · d3 torre del bianco · f3 pedone del nero · d2 donna del nero · c1 alfiere del bianco | a8 alfiere del bianco · d8 cavallo del nero · g8 re del bianco · h7 donna del bianco · a6 torre del bianco · e6 cavallo del nero · f6 cavallo del bianco · d5 cavallo del bianco · e5 re del nero · f5 torre del nero · g5 pedone del nero · c3 pedone del bianco · d3 torre del bianco · f3 pedone del nero · d2 donna del nero · c1 alfiere del bianco | a8 alfiere del bianco · d8 cavallo del nero · g8 re del bianco · h7 donna del bianco · a6 torre del bianco · e6 cavallo del nero · f6 cavallo del bianco · d5 cavallo del bianco · e5 re del nero · f5 torre del nero · g5 pedone del nero · c3 pedone del bianco · d3 torre del bianco · f3 pedone del nero · d2 donna del nero · c1 alfiere del bianco | a8 alfiere del bianco · d8 cavallo del nero · g8 re del bianco · h7 donna del bianco · a6 torre del bianco · e6 cavallo del nero · f6 cavallo del bianco · d5 cavallo del bianco · e5 re del nero · f5 torre del nero · g5 pedone del nero · c3 pedone del bianco · d3 torre del bianco · f3 pedone del nero · d2 donna del nero · c1 alfiere del bianco | a8 alfiere del bianco · d8 cavallo del nero · g8 re del bianco · h7 donna del bianco · a6 torre del bianco · e6 cavallo del nero · f6 cavallo del bianco · d5 cavallo del bianco · e5 re del nero · f5 torre del nero · g5 pedone del nero · c3 pedone del bianco · d3 torre del bianco · f3 pedone del nero · d2 donna del nero · c1 alfiere del bianco | 5 |
| 4 | a8 alfiere del bianco · d8 cavallo del nero · g8 re del bianco · h7 donna del bianco · a6 torre del bianco · e6 cavallo del nero · f6 cavallo del bianco · d5 cavallo del bianco · e5 re del nero · f5 torre del nero · g5 pedone del nero · c3 pedone del bianco · d3 torre del bianco · f3 pedone del nero · d2 donna del nero · c1 alfiere del bianco | a8 alfiere del bianco · d8 cavallo del nero · g8 re del bianco · h7 donna del bianco · a6 torre del bianco · e6 cavallo del nero · f6 cavallo del bianco · d5 cavallo del bianco · e5 re del nero · f5 torre del nero · g5 pedone del nero · c3 pedone del bianco · d3 torre del bianco · f3 pedone del nero · d2 donna del nero · c1 alfiere del bianco | a8 alfiere del bianco · d8 cavallo del nero · g8 re del bianco · h7 donna del bianco · a6 torre del bianco · e6 cavallo del nero · f6 cavallo del bianco · d5 cavallo del bianco · e5 re del nero · f5 torre del nero · g5 pedone del nero · c3 pedone del bianco · d3 torre del bianco · f3 pedone del nero · d2 donna del nero · c1 alfiere del bianco | a8 alfiere del bianco · d8 cavallo del nero · g8 re del bianco · h7 donna del bianco · a6 torre del bianco · e6 cavallo del nero · f6 cavallo del bianco · d5 cavallo del bianco · e5 re del nero · f5 torre del nero · g5 pedone del nero · c3 pedone del bianco · d3 torre del bianco · f3 pedone del nero · d2 donna del nero · c1 alfiere del bianco | a8 alfiere del bianco · d8 cavallo del nero · g8 re del bianco · h7 donna del bianco · a6 torre del bianco · e6 cavallo del nero · f6 cavallo del bianco · d5 cavallo del bianco · e5 re del nero · f5 torre del nero · g5 pedone del nero · c3 pedone del bianco · d3 torre del bianco · f3 pedone del nero · d2 donna del nero · c1 alfiere del bianco | a8 alfiere del bianco · d8 cavallo del nero · g8 re del bianco · h7 donna del bianco · a6 torre del bianco · e6 cavallo del nero · f6 cavallo del bianco · d5 cavallo del bianco · e5 re del nero · f5 torre del nero · g5 pedone del nero · c3 pedone del bianco · d3 torre del bianco · f3 pedone del nero · d2 donna del nero · c1 alfiere del bianco | a8 alfiere del bianco · d8 cavallo del nero · g8 re del bianco · h7 donna del bianco · a6 torre del bianco · e6 cavallo del nero · f6 cavallo del bianco · d5 cavallo del bianco · e5 re del nero · f5 torre del nero · g5 pedone del nero · c3 pedone del bianco · d3 torre del bianco · f3 pedone del nero · d2 donna del nero · c1 alfiere del bianco | a8 alfiere del bianco · d8 cavallo del nero · g8 re del bianco · h7 donna del bianco · a6 torre del bianco · e6 cavallo del nero · f6 cavallo del bianco · d5 cavallo del bianco · e5 re del nero · f5 torre del nero · g5 pedone del nero · c3 pedone del bianco · d3 torre del bianco · f3 pedone del nero · d2 donna del nero · c1 alfiere del bianco | 4 |
| 3 | a8 alfiere del bianco · d8 cavallo del nero · g8 re del bianco · h7 donna del bianco · a6 torre del bianco · e6 cavallo del nero · f6 cavallo del bianco · d5 cavallo del bianco · e5 re del nero · f5 torre del nero · g5 pedone del nero · c3 pedone del bianco · d3 torre del bianco · f3 pedone del nero · d2 donna del nero · c1 alfiere del bianco | a8 alfiere del bianco · d8 cavallo del nero · g8 re del bianco · h7 donna del bianco · a6 torre del bianco · e6 cavallo del nero · f6 cavallo del bianco · d5 cavallo del bianco · e5 re del nero · f5 torre del nero · g5 pedone del nero · c3 pedone del bianco · d3 torre del bianco · f3 pedone del nero · d2 donna del nero · c1 alfiere del bianco | a8 alfiere del bianco · d8 cavallo del nero · g8 re del bianco · h7 donna del bianco · a6 torre del bianco · e6 cavallo del nero · f6 cavallo del bianco · d5 cavallo del bianco · e5 re del nero · f5 torre del nero · g5 pedone del nero · c3 pedone del bianco · d3 torre del bianco · f3 pedone del nero · d2 donna del nero · c1 alfiere del bianco | a8 alfiere del bianco · d8 cavallo del nero · g8 re del bianco · h7 donna del bianco · a6 torre del bianco · e6 cavallo del nero · f6 cavallo del bianco · d5 cavallo del bianco · e5 re del nero · f5 torre del nero · g5 pedone del nero · c3 pedone del bianco · d3 torre del bianco · f3 pedone del nero · d2 donna del nero · c1 alfiere del bianco | a8 alfiere del bianco · d8 cavallo del nero · g8 re del bianco · h7 donna del bianco · a6 torre del bianco · e6 cavallo del nero · f6 cavallo del bianco · d5 cavallo del bianco · e5 re del nero · f5 torre del nero · g5 pedone del nero · c3 pedone del bianco · d3 torre del bianco · f3 pedone del nero · d2 donna del nero · c1 alfiere del bianco | a8 alfiere del bianco · d8 cavallo del nero · g8 re del bianco · h7 donna del bianco · a6 torre del bianco · e6 cavallo del nero · f6 cavallo del bianco · d5 cavallo del bianco · e5 re del nero · f5 torre del nero · g5 pedone del nero · c3 pedone del bianco · d3 torre del bianco · f3 pedone del nero · d2 donna del nero · c1 alfiere del bianco | a8 alfiere del bianco · d8 cavallo del nero · g8 re del bianco · h7 donna del bianco · a6 torre del bianco · e6 cavallo del nero · f6 cavallo del bianco · d5 cavallo del bianco · e5 re del nero · f5 torre del nero · g5 pedone del nero · c3 pedone del bianco · d3 torre del bianco · f3 pedone del nero · d2 donna del nero · c1 alfiere del bianco | a8 alfiere del bianco · d8 cavallo del nero · g8 re del bianco · h7 donna del bianco · a6 torre del bianco · e6 cavallo del nero · f6 cavallo del bianco · d5 cavallo del bianco · e5 re del nero · f5 torre del nero · g5 pedone del nero · c3 pedone del bianco · d3 torre del bianco · f3 pedone del nero · d2 donna del nero · c1 alfiere del bianco | 3 |
| 2 | a8 alfiere del bianco · d8 cavallo del nero · g8 re del bianco · h7 donna del bianco · a6 torre del bianco · e6 cavallo del nero · f6 cavallo del bianco · d5 cavallo del bianco · e5 re del nero · f5 torre del nero · g5 pedone del nero · c3 pedone del bianco · d3 torre del bianco · f3 pedone del nero · d2 donna del nero · c1 alfiere del bianco | a8 alfiere del bianco · d8 cavallo del nero · g8 re del bianco · h7 donna del bianco · a6 torre del bianco · e6 cavallo del nero · f6 cavallo del bianco · d5 cavallo del bianco · e5 re del nero · f5 torre del nero · g5 pedone del nero · c3 pedone del bianco · d3 torre del bianco · f3 pedone del nero · d2 donna del nero · c1 alfiere del bianco | a8 alfiere del bianco · d8 cavallo del nero · g8 re del bianco · h7 donna del bianco · a6 torre del bianco · e6 cavallo del nero · f6 cavallo del bianco · d5 cavallo del bianco · e5 re del nero · f5 torre del nero · g5 pedone del nero · c3 pedone del bianco · d3 torre del bianco · f3 pedone del nero · d2 donna del nero · c1 alfiere del bianco | a8 alfiere del bianco · d8 cavallo del nero · g8 re del bianco · h7 donna del bianco · a6 torre del bianco · e6 cavallo del nero · f6 cavallo del bianco · d5 cavallo del bianco · e5 re del nero · f5 torre del nero · g5 pedone del nero · c3 pedone del bianco · d3 torre del bianco · f3 pedone del nero · d2 donna del nero · c1 alfiere del bianco | a8 alfiere del bianco · d8 cavallo del nero · g8 re del bianco · h7 donna del bianco · a6 torre del bianco · e6 cavallo del nero · f6 cavallo del bianco · d5 cavallo del bianco · e5 re del nero · f5 torre del nero · g5 pedone del nero · c3 pedone del bianco · d3 torre del bianco · f3 pedone del nero · d2 donna del nero · c1 alfiere del bianco | a8 alfiere del bianco · d8 cavallo del nero · g8 re del bianco · h7 donna del bianco · a6 torre del bianco · e6 cavallo del nero · f6 cavallo del bianco · d5 cavallo del bianco · e5 re del nero · f5 torre del nero · g5 pedone del nero · c3 pedone del bianco · d3 torre del bianco · f3 pedone del nero · d2 donna del nero · c1 alfiere del bianco | a8 alfiere del bianco · d8 cavallo del nero · g8 re del bianco · h7 donna del bianco · a6 torre del bianco · e6 cavallo del nero · f6 cavallo del bianco · d5 cavallo del bianco · e5 re del nero · f5 torre del nero · g5 pedone del nero · c3 pedone del bianco · d3 torre del bianco · f3 pedone del nero · d2 donna del nero · c1 alfiere del bianco | a8 alfiere del bianco · d8 cavallo del nero · g8 re del bianco · h7 donna del bianco · a6 torre del bianco · e6 cavallo del nero · f6 cavallo del bianco · d5 cavallo del bianco · e5 re del nero · f5 torre del nero · g5 pedone del nero · c3 pedone del bianco · d3 torre del bianco · f3 pedone del nero · d2 donna del nero · c1 alfiere del bianco | 2 |
| 1 | a8 alfiere del bianco · d8 cavallo del nero · g8 re del bianco · h7 donna del bianco · a6 torre del bianco · e6 cavallo del nero · f6 cavallo del bianco · d5 cavallo del bianco · e5 re del nero · f5 torre del nero · g5 pedone del nero · c3 pedone del bianco · d3 torre del bianco · f3 pedone del nero · d2 donna del nero · c1 alfiere del bianco | a8 alfiere del bianco · d8 cavallo del nero · g8 re del bianco · h7 donna del bianco · a6 torre del bianco · e6 cavallo del nero · f6 cavallo del bianco · d5 cavallo del bianco · e5 re del nero · f5 torre del nero · g5 pedone del nero · c3 pedone del bianco · d3 torre del bianco · f3 pedone del nero · d2 donna del nero · c1 alfiere del bianco | a8 alfiere del bianco · d8 cavallo del nero · g8 re del bianco · h7 donna del bianco · a6 torre del bianco · e6 cavallo del nero · f6 cavallo del bianco · d5 cavallo del bianco · e5 re del nero · f5 torre del nero · g5 pedone del nero · c3 pedone del bianco · d3 torre del bianco · f3 pedone del nero · d2 donna del nero · c1 alfiere del bianco | a8 alfiere del bianco · d8 cavallo del nero · g8 re del bianco · h7 donna del bianco · a6 torre del bianco · e6 cavallo del nero · f6 cavallo del bianco · d5 cavallo del bianco · e5 re del nero · f5 torre del nero · g5 pedone del nero · c3 pedone del bianco · d3 torre del bianco · f3 pedone del nero · d2 donna del nero · c1 alfiere del bianco | a8 alfiere del bianco · d8 cavallo del nero · g8 re del bianco · h7 donna del bianco · a6 torre del bianco · e6 cavallo del nero · f6 cavallo del bianco · d5 cavallo del bianco · e5 re del nero · f5 torre del nero · g5 pedone del nero · c3 pedone del bianco · d3 torre del bianco · f3 pedone del nero · d2 donna del nero · c1 alfiere del bianco | a8 alfiere del bianco · d8 cavallo del nero · g8 re del bianco · h7 donna del bianco · a6 torre del bianco · e6 cavallo del nero · f6 cavallo del bianco · d5 cavallo del bianco · e5 re del nero · f5 torre del nero · g5 pedone del nero · c3 pedone del bianco · d3 torre del bianco · f3 pedone del nero · d2 donna del nero · c1 alfiere del bianco | a8 alfiere del bianco · d8 cavallo del nero · g8 re del bianco · h7 donna del bianco · a6 torre del bianco · e6 cavallo del nero · f6 cavallo del bianco · d5 cavallo del bianco · e5 re del nero · f5 torre del nero · g5 pedone del nero · c3 pedone del bianco · d3 torre del bianco · f3 pedone del nero · d2 donna del nero · c1 alfiere del bianco | a8 alfiere del bianco · d8 cavallo del nero · g8 re del bianco · h7 donna del bianco · a6 torre del bianco · e6 cavallo del nero · f6 cavallo del bianco · d5 cavallo del bianco · e5 re del nero · f5 torre del nero · g5 pedone del nero · c3 pedone del bianco · d3 torre del bianco · f3 pedone del nero · d2 donna del nero · c1 alfiere del bianco | 1 |
|   | a | b | c | d | e | f | g | h |   |

Soluzione:
1. Ce7 !  (2. Dxf5#)
1. ...Rf4  2. Dh2# 

1. ...Rxf6  2. Dg7# 
 
1. ...Cg7/d4  2. Cg6# 

1. ...Tf4/Df4  2. Cd7# 

1. ...Txf6  2. De4# 

|   | a | b | c | d | e | f | g | h |   |
| 8 | a6 alfiere del nero · e6 pedone del nero · h6 alfiere del bianco · h5 re del bianco · a4 donna del bianco · b4 pedone del nero · g4 pedone del nero · c3 alfiere del nero · g3 pedone del nero · e2 pedone del nero · e1 re del nero · f1 cavallo del bianco · g1 torre del bianco | a6 alfiere del nero · e6 pedone del nero · h6 alfiere del bianco · h5 re del bianco · a4 donna del bianco · b4 pedone del nero · g4 pedone del nero · c3 alfiere del nero · g3 pedone del nero · e2 pedone del nero · e1 re del nero · f1 cavallo del bianco · g1 torre del bianco | a6 alfiere del nero · e6 pedone del nero · h6 alfiere del bianco · h5 re del bianco · a4 donna del bianco · b4 pedone del nero · g4 pedone del nero · c3 alfiere del nero · g3 pedone del nero · e2 pedone del nero · e1 re del nero · f1 cavallo del bianco · g1 torre del bianco | a6 alfiere del nero · e6 pedone del nero · h6 alfiere del bianco · h5 re del bianco · a4 donna del bianco · b4 pedone del nero · g4 pedone del nero · c3 alfiere del nero · g3 pedone del nero · e2 pedone del nero · e1 re del nero · f1 cavallo del bianco · g1 torre del bianco | a6 alfiere del nero · e6 pedone del nero · h6 alfiere del bianco · h5 re del bianco · a4 donna del bianco · b4 pedone del nero · g4 pedone del nero · c3 alfiere del nero · g3 pedone del nero · e2 pedone del nero · e1 re del nero · f1 cavallo del bianco · g1 torre del bianco | a6 alfiere del nero · e6 pedone del nero · h6 alfiere del bianco · h5 re del bianco · a4 donna del bianco · b4 pedone del nero · g4 pedone del nero · c3 alfiere del nero · g3 pedone del nero · e2 pedone del nero · e1 re del nero · f1 cavallo del bianco · g1 torre del bianco | a6 alfiere del nero · e6 pedone del nero · h6 alfiere del bianco · h5 re del bianco · a4 donna del bianco · b4 pedone del nero · g4 pedone del nero · c3 alfiere del nero · g3 pedone del nero · e2 pedone del nero · e1 re del nero · f1 cavallo del bianco · g1 torre del bianco | a6 alfiere del nero · e6 pedone del nero · h6 alfiere del bianco · h5 re del bianco · a4 donna del bianco · b4 pedone del nero · g4 pedone del nero · c3 alfiere del nero · g3 pedone del nero · e2 pedone del nero · e1 re del nero · f1 cavallo del bianco · g1 torre del bianco | 8 |
| 7 | a6 alfiere del nero · e6 pedone del nero · h6 alfiere del bianco · h5 re del bianco · a4 donna del bianco · b4 pedone del nero · g4 pedone del nero · c3 alfiere del nero · g3 pedone del nero · e2 pedone del nero · e1 re del nero · f1 cavallo del bianco · g1 torre del bianco | a6 alfiere del nero · e6 pedone del nero · h6 alfiere del bianco · h5 re del bianco · a4 donna del bianco · b4 pedone del nero · g4 pedone del nero · c3 alfiere del nero · g3 pedone del nero · e2 pedone del nero · e1 re del nero · f1 cavallo del bianco · g1 torre del bianco | a6 alfiere del nero · e6 pedone del nero · h6 alfiere del bianco · h5 re del bianco · a4 donna del bianco · b4 pedone del nero · g4 pedone del nero · c3 alfiere del nero · g3 pedone del nero · e2 pedone del nero · e1 re del nero · f1 cavallo del bianco · g1 torre del bianco | a6 alfiere del nero · e6 pedone del nero · h6 alfiere del bianco · h5 re del bianco · a4 donna del bianco · b4 pedone del nero · g4 pedone del nero · c3 alfiere del nero · g3 pedone del nero · e2 pedone del nero · e1 re del nero · f1 cavallo del bianco · g1 torre del bianco | a6 alfiere del nero · e6 pedone del nero · h6 alfiere del bianco · h5 re del bianco · a4 donna del bianco · b4 pedone del nero · g4 pedone del nero · c3 alfiere del nero · g3 pedone del nero · e2 pedone del nero · e1 re del nero · f1 cavallo del bianco · g1 torre del bianco | a6 alfiere del nero · e6 pedone del nero · h6 alfiere del bianco · h5 re del bianco · a4 donna del bianco · b4 pedone del nero · g4 pedone del nero · c3 alfiere del nero · g3 pedone del nero · e2 pedone del nero · e1 re del nero · f1 cavallo del bianco · g1 torre del bianco | a6 alfiere del nero · e6 pedone del nero · h6 alfiere del bianco · h5 re del bianco · a4 donna del bianco · b4 pedone del nero · g4 pedone del nero · c3 alfiere del nero · g3 pedone del nero · e2 pedone del nero · e1 re del nero · f1 cavallo del bianco · g1 torre del bianco | a6 alfiere del nero · e6 pedone del nero · h6 alfiere del bianco · h5 re del bianco · a4 donna del bianco · b4 pedone del nero · g4 pedone del nero · c3 alfiere del nero · g3 pedone del nero · e2 pedone del nero · e1 re del nero · f1 cavallo del bianco · g1 torre del bianco | 7 |
| 6 | a6 alfiere del nero · e6 pedone del nero · h6 alfiere del bianco · h5 re del bianco · a4 donna del bianco · b4 pedone del nero · g4 pedone del nero · c3 alfiere del nero · g3 pedone del nero · e2 pedone del nero · e1 re del nero · f1 cavallo del bianco · g1 torre del bianco | a6 alfiere del nero · e6 pedone del nero · h6 alfiere del bianco · h5 re del bianco · a4 donna del bianco · b4 pedone del nero · g4 pedone del nero · c3 alfiere del nero · g3 pedone del nero · e2 pedone del nero · e1 re del nero · f1 cavallo del bianco · g1 torre del bianco | a6 alfiere del nero · e6 pedone del nero · h6 alfiere del bianco · h5 re del bianco · a4 donna del bianco · b4 pedone del nero · g4 pedone del nero · c3 alfiere del nero · g3 pedone del nero · e2 pedone del nero · e1 re del nero · f1 cavallo del bianco · g1 torre del bianco | a6 alfiere del nero · e6 pedone del nero · h6 alfiere del bianco · h5 re del bianco · a4 donna del bianco · b4 pedone del nero · g4 pedone del nero · c3 alfiere del nero · g3 pedone del nero · e2 pedone del nero · e1 re del nero · f1 cavallo del bianco · g1 torre del bianco | a6 alfiere del nero · e6 pedone del nero · h6 alfiere del bianco · h5 re del bianco · a4 donna del bianco · b4 pedone del nero · g4 pedone del nero · c3 alfiere del nero · g3 pedone del nero · e2 pedone del nero · e1 re del nero · f1 cavallo del bianco · g1 torre del bianco | a6 alfiere del nero · e6 pedone del nero · h6 alfiere del bianco · h5 re del bianco · a4 donna del bianco · b4 pedone del nero · g4 pedone del nero · c3 alfiere del nero · g3 pedone del nero · e2 pedone del nero · e1 re del nero · f1 cavallo del bianco · g1 torre del bianco | a6 alfiere del nero · e6 pedone del nero · h6 alfiere del bianco · h5 re del bianco · a4 donna del bianco · b4 pedone del nero · g4 pedone del nero · c3 alfiere del nero · g3 pedone del nero · e2 pedone del nero · e1 re del nero · f1 cavallo del bianco · g1 torre del bianco | a6 alfiere del nero · e6 pedone del nero · h6 alfiere del bianco · h5 re del bianco · a4 donna del bianco · b4 pedone del nero · g4 pedone del nero · c3 alfiere del nero · g3 pedone del nero · e2 pedone del nero · e1 re del nero · f1 cavallo del bianco · g1 torre del bianco | 6 |
| 5 | a6 alfiere del nero · e6 pedone del nero · h6 alfiere del bianco · h5 re del bianco · a4 donna del bianco · b4 pedone del nero · g4 pedone del nero · c3 alfiere del nero · g3 pedone del nero · e2 pedone del nero · e1 re del nero · f1 cavallo del bianco · g1 torre del bianco | a6 alfiere del nero · e6 pedone del nero · h6 alfiere del bianco · h5 re del bianco · a4 donna del bianco · b4 pedone del nero · g4 pedone del nero · c3 alfiere del nero · g3 pedone del nero · e2 pedone del nero · e1 re del nero · f1 cavallo del bianco · g1 torre del bianco | a6 alfiere del nero · e6 pedone del nero · h6 alfiere del bianco · h5 re del bianco · a4 donna del bianco · b4 pedone del nero · g4 pedone del nero · c3 alfiere del nero · g3 pedone del nero · e2 pedone del nero · e1 re del nero · f1 cavallo del bianco · g1 torre del bianco | a6 alfiere del nero · e6 pedone del nero · h6 alfiere del bianco · h5 re del bianco · a4 donna del bianco · b4 pedone del nero · g4 pedone del nero · c3 alfiere del nero · g3 pedone del nero · e2 pedone del nero · e1 re del nero · f1 cavallo del bianco · g1 torre del bianco | a6 alfiere del nero · e6 pedone del nero · h6 alfiere del bianco · h5 re del bianco · a4 donna del bianco · b4 pedone del nero · g4 pedone del nero · c3 alfiere del nero · g3 pedone del nero · e2 pedone del nero · e1 re del nero · f1 cavallo del bianco · g1 torre del bianco | a6 alfiere del nero · e6 pedone del nero · h6 alfiere del bianco · h5 re del bianco · a4 donna del bianco · b4 pedone del nero · g4 pedone del nero · c3 alfiere del nero · g3 pedone del nero · e2 pedone del nero · e1 re del nero · f1 cavallo del bianco · g1 torre del bianco | a6 alfiere del nero · e6 pedone del nero · h6 alfiere del bianco · h5 re del bianco · a4 donna del bianco · b4 pedone del nero · g4 pedone del nero · c3 alfiere del nero · g3 pedone del nero · e2 pedone del nero · e1 re del nero · f1 cavallo del bianco · g1 torre del bianco | a6 alfiere del nero · e6 pedone del nero · h6 alfiere del bianco · h5 re del bianco · a4 donna del bianco · b4 pedone del nero · g4 pedone del nero · c3 alfiere del nero · g3 pedone del nero · e2 pedone del nero · e1 re del nero · f1 cavallo del bianco · g1 torre del bianco | 5 |
| 4 | a6 alfiere del nero · e6 pedone del nero · h6 alfiere del bianco · h5 re del bianco · a4 donna del bianco · b4 pedone del nero · g4 pedone del nero · c3 alfiere del nero · g3 pedone del nero · e2 pedone del nero · e1 re del nero · f1 cavallo del bianco · g1 torre del bianco | a6 alfiere del nero · e6 pedone del nero · h6 alfiere del bianco · h5 re del bianco · a4 donna del bianco · b4 pedone del nero · g4 pedone del nero · c3 alfiere del nero · g3 pedone del nero · e2 pedone del nero · e1 re del nero · f1 cavallo del bianco · g1 torre del bianco | a6 alfiere del nero · e6 pedone del nero · h6 alfiere del bianco · h5 re del bianco · a4 donna del bianco · b4 pedone del nero · g4 pedone del nero · c3 alfiere del nero · g3 pedone del nero · e2 pedone del nero · e1 re del nero · f1 cavallo del bianco · g1 torre del bianco | a6 alfiere del nero · e6 pedone del nero · h6 alfiere del bianco · h5 re del bianco · a4 donna del bianco · b4 pedone del nero · g4 pedone del nero · c3 alfiere del nero · g3 pedone del nero · e2 pedone del nero · e1 re del nero · f1 cavallo del bianco · g1 torre del bianco | a6 alfiere del nero · e6 pedone del nero · h6 alfiere del bianco · h5 re del bianco · a4 donna del bianco · b4 pedone del nero · g4 pedone del nero · c3 alfiere del nero · g3 pedone del nero · e2 pedone del nero · e1 re del nero · f1 cavallo del bianco · g1 torre del bianco | a6 alfiere del nero · e6 pedone del nero · h6 alfiere del bianco · h5 re del bianco · a4 donna del bianco · b4 pedone del nero · g4 pedone del nero · c3 alfiere del nero · g3 pedone del nero · e2 pedone del nero · e1 re del nero · f1 cavallo del bianco · g1 torre del bianco | a6 alfiere del nero · e6 pedone del nero · h6 alfiere del bianco · h5 re del bianco · a4 donna del bianco · b4 pedone del nero · g4 pedone del nero · c3 alfiere del nero · g3 pedone del nero · e2 pedone del nero · e1 re del nero · f1 cavallo del bianco · g1 torre del bianco | a6 alfiere del nero · e6 pedone del nero · h6 alfiere del bianco · h5 re del bianco · a4 donna del bianco · b4 pedone del nero · g4 pedone del nero · c3 alfiere del nero · g3 pedone del nero · e2 pedone del nero · e1 re del nero · f1 cavallo del bianco · g1 torre del bianco | 4 |
| 3 | a6 alfiere del nero · e6 pedone del nero · h6 alfiere del bianco · h5 re del bianco · a4 donna del bianco · b4 pedone del nero · g4 pedone del nero · c3 alfiere del nero · g3 pedone del nero · e2 pedone del nero · e1 re del nero · f1 cavallo del bianco · g1 torre del bianco | a6 alfiere del nero · e6 pedone del nero · h6 alfiere del bianco · h5 re del bianco · a4 donna del bianco · b4 pedone del nero · g4 pedone del nero · c3 alfiere del nero · g3 pedone del nero · e2 pedone del nero · e1 re del nero · f1 cavallo del bianco · g1 torre del bianco | a6 alfiere del nero · e6 pedone del nero · h6 alfiere del bianco · h5 re del bianco · a4 donna del bianco · b4 pedone del nero · g4 pedone del nero · c3 alfiere del nero · g3 pedone del nero · e2 pedone del nero · e1 re del nero · f1 cavallo del bianco · g1 torre del bianco | a6 alfiere del nero · e6 pedone del nero · h6 alfiere del bianco · h5 re del bianco · a4 donna del bianco · b4 pedone del nero · g4 pedone del nero · c3 alfiere del nero · g3 pedone del nero · e2 pedone del nero · e1 re del nero · f1 cavallo del bianco · g1 torre del bianco | a6 alfiere del nero · e6 pedone del nero · h6 alfiere del bianco · h5 re del bianco · a4 donna del bianco · b4 pedone del nero · g4 pedone del nero · c3 alfiere del nero · g3 pedone del nero · e2 pedone del nero · e1 re del nero · f1 cavallo del bianco · g1 torre del bianco | a6 alfiere del nero · e6 pedone del nero · h6 alfiere del bianco · h5 re del bianco · a4 donna del bianco · b4 pedone del nero · g4 pedone del nero · c3 alfiere del nero · g3 pedone del nero · e2 pedone del nero · e1 re del nero · f1 cavallo del bianco · g1 torre del bianco | a6 alfiere del nero · e6 pedone del nero · h6 alfiere del bianco · h5 re del bianco · a4 donna del bianco · b4 pedone del nero · g4 pedone del nero · c3 alfiere del nero · g3 pedone del nero · e2 pedone del nero · e1 re del nero · f1 cavallo del bianco · g1 torre del bianco | a6 alfiere del nero · e6 pedone del nero · h6 alfiere del bianco · h5 re del bianco · a4 donna del bianco · b4 pedone del nero · g4 pedone del nero · c3 alfiere del nero · g3 pedone del nero · e2 pedone del nero · e1 re del nero · f1 cavallo del bianco · g1 torre del bianco | 3 |
| 2 | a6 alfiere del nero · e6 pedone del nero · h6 alfiere del bianco · h5 re del bianco · a4 donna del bianco · b4 pedone del nero · g4 pedone del nero · c3 alfiere del nero · g3 pedone del nero · e2 pedone del nero · e1 re del nero · f1 cavallo del bianco · g1 torre del bianco | a6 alfiere del nero · e6 pedone del nero · h6 alfiere del bianco · h5 re del bianco · a4 donna del bianco · b4 pedone del nero · g4 pedone del nero · c3 alfiere del nero · g3 pedone del nero · e2 pedone del nero · e1 re del nero · f1 cavallo del bianco · g1 torre del bianco | a6 alfiere del nero · e6 pedone del nero · h6 alfiere del bianco · h5 re del bianco · a4 donna del bianco · b4 pedone del nero · g4 pedone del nero · c3 alfiere del nero · g3 pedone del nero · e2 pedone del nero · e1 re del nero · f1 cavallo del bianco · g1 torre del bianco | a6 alfiere del nero · e6 pedone del nero · h6 alfiere del bianco · h5 re del bianco · a4 donna del bianco · b4 pedone del nero · g4 pedone del nero · c3 alfiere del nero · g3 pedone del nero · e2 pedone del nero · e1 re del nero · f1 cavallo del bianco · g1 torre del bianco | a6 alfiere del nero · e6 pedone del nero · h6 alfiere del bianco · h5 re del bianco · a4 donna del bianco · b4 pedone del nero · g4 pedone del nero · c3 alfiere del nero · g3 pedone del nero · e2 pedone del nero · e1 re del nero · f1 cavallo del bianco · g1 torre del bianco | a6 alfiere del nero · e6 pedone del nero · h6 alfiere del bianco · h5 re del bianco · a4 donna del bianco · b4 pedone del nero · g4 pedone del nero · c3 alfiere del nero · g3 pedone del nero · e2 pedone del nero · e1 re del nero · f1 cavallo del bianco · g1 torre del bianco | a6 alfiere del nero · e6 pedone del nero · h6 alfiere del bianco · h5 re del bianco · a4 donna del bianco · b4 pedone del nero · g4 pedone del nero · c3 alfiere del nero · g3 pedone del nero · e2 pedone del nero · e1 re del nero · f1 cavallo del bianco · g1 torre del bianco | a6 alfiere del nero · e6 pedone del nero · h6 alfiere del bianco · h5 re del bianco · a4 donna del bianco · b4 pedone del nero · g4 pedone del nero · c3 alfiere del nero · g3 pedone del nero · e2 pedone del nero · e1 re del nero · f1 cavallo del bianco · g1 torre del bianco | 2 |
| 1 | a6 alfiere del nero · e6 pedone del nero · h6 alfiere del bianco · h5 re del bianco · a4 donna del bianco · b4 pedone del nero · g4 pedone del nero · c3 alfiere del nero · g3 pedone del nero · e2 pedone del nero · e1 re del nero · f1 cavallo del bianco · g1 torre del bianco | a6 alfiere del nero · e6 pedone del nero · h6 alfiere del bianco · h5 re del bianco · a4 donna del bianco · b4 pedone del nero · g4 pedone del nero · c3 alfiere del nero · g3 pedone del nero · e2 pedone del nero · e1 re del nero · f1 cavallo del bianco · g1 torre del bianco | a6 alfiere del nero · e6 pedone del nero · h6 alfiere del bianco · h5 re del bianco · a4 donna del bianco · b4 pedone del nero · g4 pedone del nero · c3 alfiere del nero · g3 pedone del nero · e2 pedone del nero · e1 re del nero · f1 cavallo del bianco · g1 torre del bianco | a6 alfiere del nero · e6 pedone del nero · h6 alfiere del bianco · h5 re del bianco · a4 donna del bianco · b4 pedone del nero · g4 pedone del nero · c3 alfiere del nero · g3 pedone del nero · e2 pedone del nero · e1 re del nero · f1 cavallo del bianco · g1 torre del bianco | a6 alfiere del nero · e6 pedone del nero · h6 alfiere del bianco · h5 re del bianco · a4 donna del bianco · b4 pedone del nero · g4 pedone del nero · c3 alfiere del nero · g3 pedone del nero · e2 pedone del nero · e1 re del nero · f1 cavallo del bianco · g1 torre del bianco | a6 alfiere del nero · e6 pedone del nero · h6 alfiere del bianco · h5 re del bianco · a4 donna del bianco · b4 pedone del nero · g4 pedone del nero · c3 alfiere del nero · g3 pedone del nero · e2 pedone del nero · e1 re del nero · f1 cavallo del bianco · g1 torre del bianco | a6 alfiere del nero · e6 pedone del nero · h6 alfiere del bianco · h5 re del bianco · a4 donna del bianco · b4 pedone del nero · g4 pedone del nero · c3 alfiere del nero · g3 pedone del nero · e2 pedone del nero · e1 re del nero · f1 cavallo del bianco · g1 torre del bianco | a6 alfiere del nero · e6 pedone del nero · h6 alfiere del bianco · h5 re del bianco · a4 donna del bianco · b4 pedone del nero · g4 pedone del nero · c3 alfiere del nero · g3 pedone del nero · e2 pedone del nero · e1 re del nero · f1 cavallo del bianco · g1 torre del bianco | 1 |
|   | a | b | c | d | e | f | g | h |   |

Soluzione:
1. Dc2 !  (min. 2. Ce3+ Rf2 3. Tf1#)
1. ...exf1=C   2. Af4 [3. Axg3#] 

1. ...g2  2. Ae3 exf1=D  3. Af2# 

1. ...exf1=D  2. Dc1+ Re2  3. Dxf1# 